# Getatagh
Getatagh (en arménien Գետաթաղ) est une communauté rurale du marz de Syunik en Arménie. En 2011, elle compte 208 habitants.

## Géographie

### Situation
Getatagh est située à 28 km de Sisian et à 132 km de Kapan, la capitale régionale.

### Topographie
L'altitude moyenne de Getatagh est de 1 470 m.

### Territoire
La communauté couvre 1 312 hectares, dont :
- 1 036 ha de terrains agricoles ;
- 3 ha de terrains industriels ;
- 1 ha alloués aux infrastructures énergétiques, de transport, de communication, etc. ;
- 13 ha d'aires protégées ;
- 2 ha d'eau[3].

## Politique
Le maire (ou plus correctement le chef de la communauté) de Getatagh est depuis 2005 Artur Davtyan.
| Début | Fin      | Nom           | Parti          |
| ----- | -------- | ------------- | -------------- |
| 2005  | 2008     | Artur Davtyan | Sans étiquette |
| 2008  | 2012     | Artur Davtyan | Sans étiquette |
| 2012  | En cours | Artur Davtyan | Sans étiquette |

## Économie
L'économie de la communauté repose principalement sur l'agriculture.

## Démographie
| 2001 | 2008 | 2011 |
| ---- | ---- | ---- |
| 194  | 221  | 208  |